# Willi Marzahn

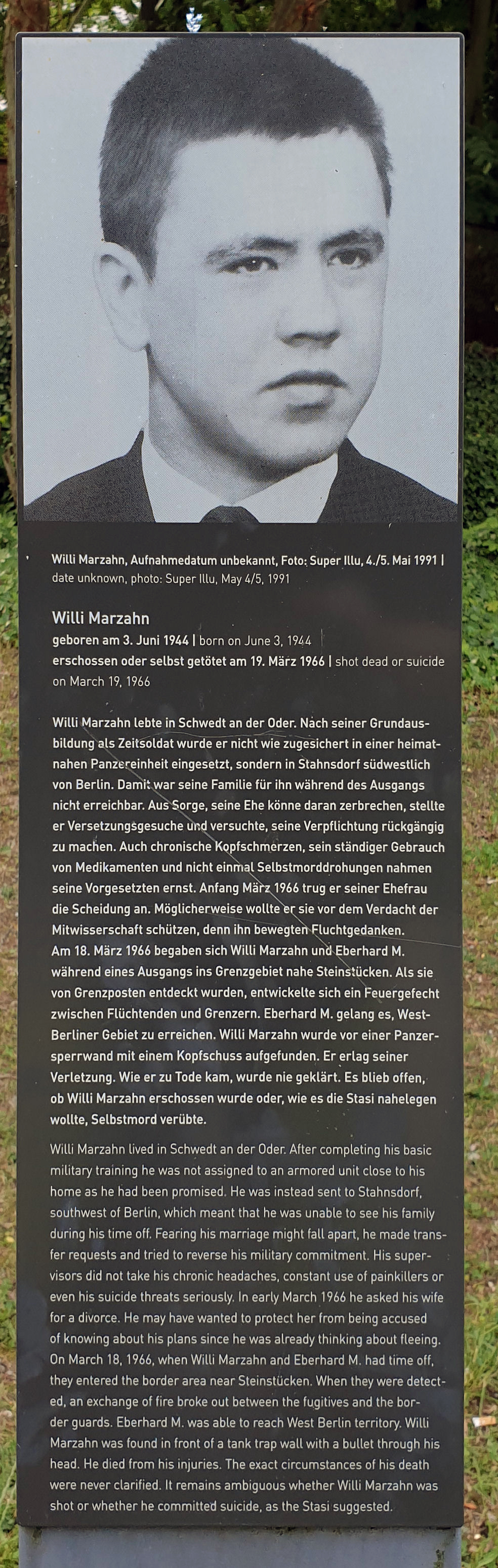
Gedenktafel in Babelsberg

Willi Marzahn (* 3. Juni 1944 in Jüterbog; † 19. März 1966 in Berlin) war ein Todesopfer an der Berliner Mauer. Er starb während eines Fluchtversuchs bei einer Schießerei mit Angehörigen der Grenztruppen der DDR.

## Leben
Der gelernte Lokomotivschlosser lebte mit seiner Frau und seinem Kind in Schwedt/Oder und arbeitete dort als Maschinenschlosser im damaligen Erdölverarbeitungswerk (EVW). 1964 verpflichtete er sich freiwillig für einen dreijährigen Dienst bei der Nationalen Volksarmee. Entgegen seiner Erwartung konnte er den Dienst nicht in der Nähe seines Heimatortes ableisten, sondern wurde nach Stahnsdorf bei Berlin versetzt. Da er befürchtete, dass sich seine Frau von ihm scheiden lassen würde, wenn er weiter von zu Hause fernbliebe, stellte er mehrere Versetzungsanträge bis hin zu einem Entpflichtungsgesuch. Die Armeeführung wies alle seine Anträge ab. Schließlich legte Willi Marzahn selbst seiner Frau die Scheidung ohne Angabe von Gründen nahe.
Zusammen mit einem weiteren Soldaten hatte er die Flucht in den Westen geplant, die sie am 18. März 1966 umsetzen wollten. Während ihrer dienstfreien Zeit besuchten sie zuerst eine Gaststätte in Potsdam und kehrten anschließend zu ihrer Kaserne zurück. Dort verschaffte sich Willi Marzahn Zugang zur Waffenkammer und reichte seinem Begleiter zwei AK-47 und drei Makarow-Pistolen samt Munition aus dem Fenster. Bewaffnet machten sich die beiden Soldaten zu Fuß auf den Weg von der Kaserne zur Grenze bei Kohlhasenbrück.
Gegen 6 Uhr morgens erreichten sie die Grenze, überwanden einen Signalzaun und töteten zwei Wachhunde. An einer weiteren Signalanlage lösten sie eine Leuchtrakete aus und zogen so die Aufmerksamkeit der Besatzungen zweier Wachtürme in 250 und 500 m Entfernung auf sich. Es entwickelte sich eine Schießerei zwischen den Flüchtenden und den Grenzern, in deren Verlauf Willi Marzahn durch einen Kopfschuss verletzt wurde. Sein Begleiter konnte die Panzersperre überklettern und sich durch den letzten Zaun nach West-Berlin retten. Willi Marzahn verstarb gegen 8 Uhr in einem Armeelazarett in der Nähe.
Juristisch konnte der Tod von Willi Marzahn nicht aufgearbeitet werden, da weder das Ministerium für Staatssicherheit noch die Berliner Staatsanwaltschaft nach 1990 ermitteln konnten, wer die tödlichen Schüsse abgab. Zwei Obduktionen kamen zu unterschiedlichen Ergebnissen: Erst wurde ein Gewehrschuss aus großer Entfernung angenommen, dann ein Pistolenschuss aus nächster Nähe. Das MfS legte einen Selbstmord nahe.